# Будённовск (станция)
Будённовск — железнодорожная станция Минераловодского региона Северо-Кавказской железной дороги, находящаяся в городе Будённовске Ставропольского края, конечная на линии Георгиевск — Будённовск.

## Описание
Станция по сути своей грузовая. В разных направлениях отходят подъездные пути к крупным промышленным предприятиям города : ОАО «Элеватор», ОАО «Завод полиэтиленовых труб», ООО «Ставролен», ОАО «Будённовский машиностроительный завод».
Станция является конечной на однопутной не электрифицированной ветке от станции Георгиевск, но между станциями Будённовск I и Будённовск имеется «разъездной треугольник», благодаря которому от станции Будённовск есть самостоятельный железнодорожный ход до станции Светлоград.
Дальнее следование поездов по станции отсутствует.

## Пригородное сообщение по станции
По состоянию на март 2024 года по станции курсируют следующие поезда пригородного сообщения:
| № поезда | Маршрут движения              | № поезда | Маршрут движения              |
| -------- | ----------------------------- | -------- | ----------------------------- |
| 6801     | Будённовск — Минеральные Воды | 6802     | Минеральные Воды — Будённовск |
| 6809     | Будённовск — Минеральные Воды | 6810     | Минеральные Воды — Будённовск |

## Дальнее следование по станции
По состоянию на март 2024 года дальнее следование по станции отсутствует.

## Перспективы
В последнее время сообщалось о планах строительства новой железнодорожной ветки для обеспечения устойчивыми железнодорожными связями восточных районов Ставропольского края (согласно стратегии развития ЖД транспорта в РФ до 2030 года, а также стратегии социально-экономического развития Ставропольского края до 2025 года):
- Будённовск — Нефтекумск — Кизляр (По состоянию на 2017 год до практической реализации дело не дошло).